# Henrica
Henrica är ett släkte av svampar som beskrevs av B.de Lesd. Henrica ingår i familjen Verrucariaceae, ordningen Verrucariales, klassen Eurotiomycetes, divisionen sporsäcksvampar och riket svampar.
Släktet innehåller bara arten Henrica theleodes.